# Velnias

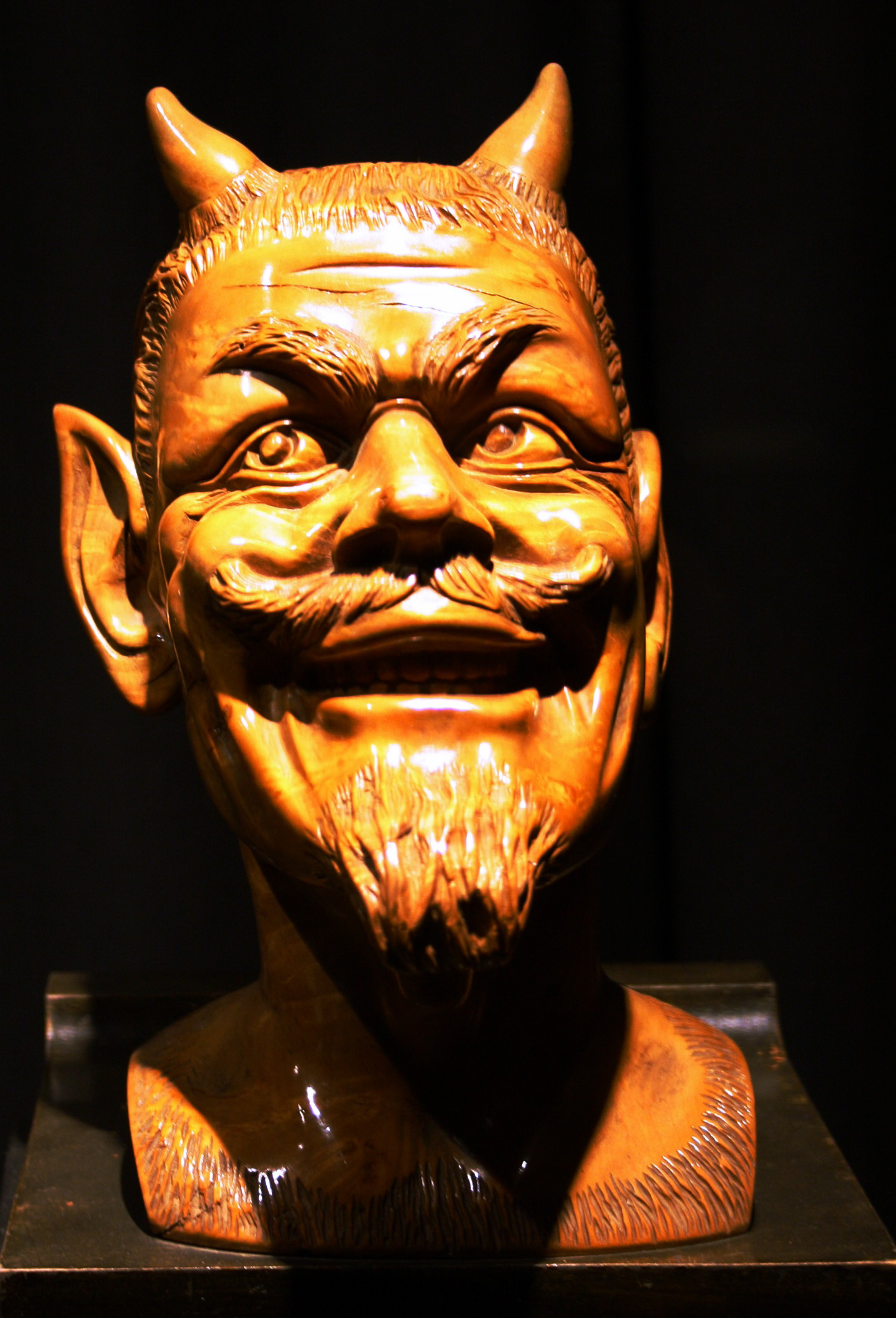
Ďábel (Žmuidzinavičius muzeum, Kaunas)

Velnias (též Velinas, Velns, Vels, Vielona) je baltským bohem podsvětí ctěným Litevci a Lotyši. Jeho pruskou obdobou byl Patollo, mezi další analogické bohy patří především slovanský Veles, severský Ódin a védský Varuna. Po christianizaci byl ztotožněn s Ďáblem a v současné lotyštině znamená velns čerta, který je hloupý a lze jej snadno přelstít.
Jeho jméno souvisí s litevským výrazem véles (sg. véle) „duše“ „stíny mrtvých“. Kromě toho, že byl bohem mrtvých, byl také bohem stád, toto spojení je pro indoevropskou spiritualitu typické a ukazuje jej například lotyšská lidová píseň:
Kdo to zpívá tak nahlas

na vrcholu kopce s hroby ?

Naše sestřička tam zpívá

pasouc krávy duchů zemřelých.

V určitém dny roku byly Velniasovi přinášeny obětiny, aby chránil duše mrtvých. V lidových představách je dále spojován s moudrostí, vodou, tancem a zpěvem. Podle pramenů z 16. století muži obětovali jedno oko, aby získali vědění tohoto boha a stejně jako Veles trestal nemocí, po které viník „zežloutne a přijde nazmar“. Jeho ženou je bohyně čarodějnictví Ragana.